# マヒンドラ・XUV500
XUV500は、マヒンドラ&マヒンドラが製造販売している自動車である。

## 概要
開発費約100億円をかけ、2011年にマヒンドラ&マヒンドラの旗艦モデルでありグローバル市場向けモデルとして販売を開始した。製造はナーシクにあるチャカン&ナーシク工場にて組み立てられている。インド車としては初の車体にモノコックボディと樹脂フェンダーを採用している。
2015年と2018年にマイナーチェンジを実施。